# Cikote (Loznica)
Cikote (em cirílico: Цикоте) é uma vila da Sérvia localizada no município de Loznica, pertencente ao distrito de Mačva, na região de Podrinje Jadar. A sua população era de 952 habitantes segundo o censo de 2011.

## Demografia
| 1948  | 1953  | 1961  | 1971  | 1981  | 1991  | 2002  | 2011 |
| ----- | ----- | ----- | ----- | ----- | ----- | ----- | ---- |
| 1 643 | 1 822 | 1 697 | 1 447 | 1 383 | 1 319 | 1 173 | 952  |